# Embalse de Navacerrada
Embalse de Navacerrada är en reservoar i Spanien.   Den ligger i provinsen Provincia de Madrid och regionen Madrid, i den centrala delen av landet, 40 km nordväst om huvudstaden Madrid. Embalse de Navacerrada ligger 1 142 meter över havet. Arean är 93 kvadratkilometer.Omgivningarna runt Embalse de Navacerrada är i huvudsak ett öppet busklandskap. Den sträcker sig 0,9 kilometer i nord-sydlig riktning, och 0,8 kilometer i öst-västlig riktning.
Följande samhällen ligger vid Embalse de Navacerrada:
- Navacerrada (2 402 invånare)